# Križni hodnik
Križni hodnik (iz latinščine claustrum) je pravokoten odprt prostor, obdan s pokritimi hodniki ali odprtimi galerijami, z odprtimi arkadami na notranji strani, ki tečejo vzdolž zidov in tvorijo štirikotno dvorišče ali vrt. Križni hodnik se drži katedrale ali cerkve, običajno proti toplejšemu južnem boku. Nekoč je bil del samostanske ustanove in dejansko tvori stalno in trdno arhitekturno oviro, ki ločuje svet posvečenega življenja od konverzov ter obiskovalcev.

## Zgodovina
Zgodovinsko gledano, je imel v začetku srednjeveški križni hodnik več predhodnikov. 
Peristil v povezavi z narteksom kot dvorišče v grško-rimski hiši ali atrij in njegova razširjena različica, ki je služil kot preddverje v starokrščanskih bazilikah in nekatere pol galerije vezane na boke zgodnjih sirskih cerkev.  Nekateri menijo, da v preteklosti cenobitne skupnosti, ki jih je v Egiptu ustanovil Sveti Pahomij, niso gradile samostanov kjer ni bilo nobenih stikov med menihi in drugimi ljudmi, zato ni bilo zahteve po ločitvi znotraj obzidane skupnosti.  Horn najde najzgodnejši tip samostana s križnim hodnikom in nekaj samostanskih cerkva iz poznega petega stoletja v južni Siriji, kot je primer samostana Convent of Saints Sergios and Bacchos v Umm-is-Surab (489 n. št.) in preddverje kolonad samostana Id-Dêr , vendar se ni nič podobnega pojavilo v svežnju okroglih hiš semiremitskih irskih samostanov, niti v prvih benediktinskih skupnostih na Zahodu.
V času Karla Velikega so bile zahteve po ločitvi samostanske skupnosti razširjene in raztresena fevdalna posestva so ustanavljala samostane v obliki zaprtega samostana, arhitekturno rešitev, ki omogoča, da menihi opravljajo svoje svete naloge brez motenj laikov in uslužbencev. Horn kot zgodnji primer tega navaja Altenmünster samostana Lorsch (765-74), kot so pokazala izkopavanj, ki jih je izvedel Frederich Behn. 
Lorsch to primerja z romansko vilo rustico, ki so jo posnemale frankovske plemiške vile, v neprekinjeni tradiciji iz poznih rimskih časov. Drug zgodnji križni hodnik je od opatije Saint-Riquier (790-99). Je trikotne oblike s kapelami na vogalih, ki predstavljajo sveto Trojico.   Kvadratni hodnik je umeščen proti boku opatijske cerkve in je bil zgrajen v Indenu, Nemčija (816) ali v samostanu Fontenelle v Normandiji (823-33). V Fuldi je nov križni hodnik (819) umeščen na liturgično zahodno stran stare bazilike svetega Petra "na rimski način", saj naj bi bil bližje relikvijam.

## Razvoj in uporaba
Pomembni elementi križnega hodnika so arkade, loki in vodnjak, ki ni vedno v središču dvorišča, včasih tudi cisterna, kot v Prieuré de Ganagobie. Obstajajo samostani s križnim hodnikom brez obokov, na primer, dvonadstropna opatija Saint-André (Lavaudieu), ki je prekrit z lesenimi tramovi (11. stoletje). V sodobni zgodovini umetnosti (Rolf Legler), je izraz omejen v obsegu, ki se lahko uporablja samo za arkadni hodnik z dvoriščem, ki omogoča druženje.
Na področju katoliških škofovskih cerkva (katedrala ali stolnica) se samostan pogosto uporablja kot grobnica in za domovanje škofa in druge primere. Primer je križni hodnik v katedrali v Trierju, ki se uporablja tudi kot povezava do Marijine cerkve in kot je dostop do zakristije.
- Romanski križni hodnik Santo Domingo de Silos, Španija
- Križni hodnik Saint-Michel de Grandmont Priory, Languedoc-Roussillon, Francija
- Ste-Eulalie-et-Ste-Julie d’Elne
- Abtei Saint-André (Lavaudieu), pogled na severno galerijo
- Križni hodnik katedrale Naumburger
- Križni hodnik v škofiji v Essenu
- Papeška palača Avignon, Francija
- križni hodnik v samostanu Stična, Slovenija